# Theridion dividuum
Theridion dividuum là một loài nhện trong họ Theridiidae.
Loài này thuộc chi Theridion. Theridion dividuum được Willis J. Gertsch & Archer miêu tả năm 1942.